# عصمت
عصمت یا خطاناپذیری (به انگلیسی: Infallibility) به قضاوت بی‌خطا، قضاوت کاملاً درست در همه امور و مصونیت از اشتباه حتی در کوچکترین موضوع اشاره دارد. می‌تواند در یک حوزه خاص به کار رود، یا می‌تواند به عنوان یک صفت عام مورد استفاده قرار گیرد. این اصطلاح در دین، معرفت‌شناسی و الهیات اهمیت دارد و معنا و اهمیت آن در هر دو حوزه موضوع بحث‌های مداوم است.

## در فلسفه
معرفت‌شناسی که شاخه‌ای از فلسفه است، به این پرسش می‌پردازد که انسان‌ها با فرض این‌که اگر چیزی بدانند، می‌توانند آن را بشناسند. پاسخ به این سؤال که آیا انسان می‌تواند معصوم باشد یا نه، به مکتب فلسفی بستگی دارد.
- طرفداران شک‌گرایی فلسفی ادعا می‌کنند که نمی‌توان چیزی را با قطعیت دانست، چه برسد به این‌که بتوان معصوم بود و شناخت.
- خطاناپذیران معتقدند که معرفت مستلزم یقین مطلق است، به این معنا که اگر کسی بداند چیزی درست است، غیرممکن است که نادرست از آب درآید.
- طرفداران ذهنیت‌گرایی ادعا می‌کنند که هیچ واقعیت یا حقیقت عینی وجود ندارد و بنابراین هر کسی را می‌توان معصوم دانست، زیرا هر آنچه در آگاهی یک فرد است، واقعی و حقیقی تلقی می‌شود.
- طرفداران عقل و عقلانیت ادعا می‌کنند که می‌توان از طریق فرآیندی از اقدامات اصلاحی، به یقین در مورد دانش دست یافت، که بعید است به اندازه‌ای کامل باشد که کسی بتواند با اطمینان بگوید «یقین به این دانش مطلق است»، اما به‌طور اتفاقی فرض می‌کنند که می‌توان بدون این‌که دانش با اطمینان یک امر «قطعی جهانی» توصیف شود، به هدف رسید، بنابراین طرفدارانش تمایل دارند که از این امر به‌طور کلی اجتناب کنند و در عوض به تیغ اوکام به‌عنوان وسیله‌ای مناسب برای کسب دانش تکیه کنند.

## در الهیات

### مسیحیت
فرهنگ لغت آکسفورد کلیسای مسیحی، عصمت را به‌عنوان «عدم توانایی در خطا کردن در آموزش حقیقت وحیانی» تعریف می‌کند. الهیات کاتولیک و ارتدکس شرقی ادعا می‌کنند که کلیسا معصوم است، اما در مورد این‌که معصومیت در کجای آموزه‌ها، کتاب مقدس یا مراجع کلیسا  وجود دارد، اختلاف نظر دارند.
در الهیات کاتولیک عیسی که حقیقت است، معصوم است، اما تنها یک عمل خاص تعلیمی توسط اسقف‌های کلیسا می‌تواند «معصومیت» نامیده شود. طبق شورای اول واتیکان (۱۸۶۹-۱۸۷۱) و شورای دوم واتیکان (۱۹۶۲-۱۹۶۵) مجدداً تأیید شد، رئیس زمینی کلیسای کاتولیک، یعنی پاپ، هنگام صحبت در مورد مسائل مربوط به ایمان و اخلاق (یعنی زمانی که او قصد دارد از مقام پاپی خود برای آموزش در مورد مسائلی که مستقیماً با ایمان و اخلاق سروکار دارند استفاده کند) معصوم است. عصمت پاپ فراتر از چنین مواردی نیست، بنابراین این امکان را برای پاپ فراهم می‌کند که گناه کند و نادرست باشد. عصمت پاپ همچنین به اسقف‌ها نیز تعلق دارد، زمانی که آن‌ها در راستای عقیده پاپ، یک آموزه را به‌عنوان حقیقت تعلیم می‌دهند.
در مقابل، کلیساهای مسیحی پروتستان و غیرفرقه‌ای معتقدند که کلیسای مسیحی در واقع جایزالخطا است، همانطور که از الزام قربانی شدن مسیح بر روی صلیب برای پرداخت گناهان جهان، از جمله گناهان کلیسا مشهود است. و این‌که تنها کلام خدا در کتاب مقدس مصون از خطا است. آن‌ها همچنین ادعای کاتولیک‌ها در مورد عصمت پاپ را کاملاً رد می‌کنند و نه تنها به دلایل کتاب مقدس، بلکه به دفعاتی که پاپ‌ها با یکدیگر مخالفت کرده‌اند و تاریخچه اشتباهاتی که بسیاری از پاپ‌ها در طول تاریخ کلیسای کاتولیک روم مرتکب شده‌اند، استناد می‌کنند.
به دلیل پیچیدگی در تعریف عصمت، برخی از دیدگاه‌های پروتستانی و غیرفرقه‌ای، عصمت پاپ را با بی‌عیب‌ونقص بودن اشتباه می‌گیرند، گویی پاپ از گناه مصون است. این نظریه کلیسای کاتولیک نیست که اذعان می‌کند پاپ‌ها می‌توانند گناه کنند و حتی ممکن است با نظرات الهیاتی شخصی یکدیگر مخالفت کنند؛  بدیهی است که پاپ می‌تواند گناه کند و حتی ممکن است بدعت‌گذاری کند، همانطور که در محکومیت شورای سوم قسطنطنیه (جلسات سیزدهم و شانزدهم) که پاپ هونوریوس یکم را به دلیل حمایت از بدعت توحیدی محکوم کرد، و پاپ ژان بیست و دوم هنگام پس گرفتن نظرات خود در مورد رویت سعیده به آن اعتراف کرد، اشاره شده است.

### اسلام

#### آموزه‌های کلی
اسلام می‌آموزد که آموزه‌ها و راهنمایی‌های پیامبران در رابطه با رساندن پیام خدای یگانه، معصوم و بی‌عیب‌ونقص است. اسلام همچنین تعلیم می‌دهد که قرآن متنی مصون از خطا است.

#### آموزه‌های شیعه
در الهیات شیعه، یکی از دو شاخه اسلام، اعتقاد بر این است که اهل بیت یعنی محمد، دخترش فاطمه زهرا و امامان شیعه همگی معصوم هستند. اعتقاد بر این است که آن‌ها معصوم هستند به این معنا که می‌توان به تمام گفته‌ها یا آموزه‌های آن‌ها به‌عنوان حقیقتی قطعی تکیه کرد، این‌که تمام اطلاعاتی که خودشان به آن اعتقاد دارند درست است، و این‌که آن‌ها دانش کاملی در مورد درست و غلط دارند و هرگز قصد نافرمانی از خدا را ندارند. همچنین شیعیان معتقدند که ۱۲۴٬۰۰۰ پیامبر از آدم تا محمد وجود داشته‌اند و همه از جمله خاتم پیامبران مانند اهل بیت معصوم بوده‌اند.

### یهودیت
مفهوم عصمت در یهودیت، آن‌طور که به تنائیم و آمورائیم تلمود و همچنین ریشونیم، آخارونیم و گدولیم امروزی مربوط می‌شود، موضوعی است که محل بحث و جدل فراوان است.
برخی که عصمت را رد می‌کنند، به تلمود، پِساخیم ۹۴ب استناد می‌کنند:
حکیمان اسرائیل می‌گویند: «کره (زمین) ثابت می‌ماند و صورت‌های فلکی می‌چرخند»، درحالی‌که حکیمان [سایر] ملت‌ها می‌گویند: «کره می‌چرخد و صورت‌های فلکی ثابت می‌مانند.»... حکیمان اسرائیل می‌گویند: «در طول روز خورشید زیر سایبان (آسمان) و در شب بالای سایبان حرکت می‌کند»، درحالی‌که حکیمان [سایر] ملت‌ها می‌گویند: «در طول روز خورشید زیر سایبان و در شب زیر زمین حرکت می‌کند.» ربی گفت: «سخنان آن‌ها از سخنان ما صحیح‌تر به‌نظر می‌رسد...»
مفسران متعددی به تفسیر کلمات میشنا پرداخته‌اند، و یهودا لیوای استدلال می‌کند که گائونیم و ابن میمون دریافته‌اند که حکمای تلمود «در موضوع نجوم اشتباه کرده‌اند». ابن میمون نوشت که از حکمای بزرگ انتظار نمی‌رود که از مواضعی کاملاً مطابق با علم مدرن دفاع کنند، زیرا آن‌ها «دانشمندان آن نسل» بودند و اغلب ارزیابی‌های خود را بر اساس آنچه «از دانشمندان آن دوران آموخته‌اند» بنا می‌کردند.

### ویشنویسم (هندوئیسم)
در بهگاود گیتا، کریشنا به ارجن توضیح می‌دهد (Bg 15.16 تا 15.20):
دو دسته از موجودات وجود دارند، جایزالخطا و معصوم. در دنیای مادی هر موجود زنده‌ای جایزالخطا است و در دنیای معنوی هر موجود زنده‌ای معصوم نامیده می‌شود. علاوه بر این دو، بزرگترین شخصیت زنده، روح متعالی، خودِ خداوندِ فناناپذیر وجود دارد که وارد سه جهان شده و آن‌ها را حفظ می‌کند. از آن‌جا که من متعالی هستم، فراتر از هر دو، یعنی جایزالخطا و معصوم، و از آن‌جا که من بزرگترین هستم، هم در جهان و هم در وداها به‌عنوان آن شخص متعالی مورد تجلیل قرار می‌گیرم. هر کس که مرا به‌عنوان شخصیت والای خداوند، بدون هیچ شکی بشناسد، دانای همه چیز است. بنابراین او خود را درگیر خدمت کامل به من می‌کند، ای پسر بهاراتا. این محرمانه‌ترین بخش کتب مقدس ودایی است، ای بی‌گناه؛ که اکنون توسط من آشکار می‌شود. هر کس که این را بفهمد، خردمند خواهد شد و تلاش‌هایش به کمال خواهد رسید.

### آیین بهائی
آیین بهائی آموزه عصمت کبری را آموزش می‌دهد که در مورد مظاهر الهی که ادیان بزرگ جهان را تأسیس کرده‌اند، از جمله ابراهیم، کریشنا، زرتشت، موسی، بودا، عیسی مسیح، محمد و همچنین باب (۱۸۱۹-۱۸۵۰) و بهاءالله ( ۱۸۱۷-۱۸۹۲)، پیامبر و بنیانگذار این آیین، صدق می‌کند.
عصمت همچنین شامل عبدالبهاء (۱۸۴۴-۱۹۲۱)، پسر بنیان‌گذار این آیین؛ شوقی افندی، ولی امر این آیین (۱۸۹۷-۱۹۵۷)؛ و بیت‌العدل اعظم ، هیئت عالی نه نفره حاکم بر این آیین می‌شود.
در کتاب اقدس متن اصلی دینی این آیین، بهاءالله خود را «بدون شریک در عصمت اعظم» توصیف می‌کند. او بعداً این آموزه را در «اشراقات»، لوحی که حدود سال ۱۸۸۵ خطاب به یکی از بهائیان آذربایجانی نوشته شده است، شرح می‌دهد.
عبدالبهاء عصمت را به دو نوع توصیف کرد: «عصمت ذاتی» مظاهر الهی، و «عصمت اکتسابی» ولی امر و بیت‌العدل اعظم.

در الواح وصایا هم ولی امرالله و هم بیت‌العدل اعظم را «تحت مراقبت و حمایت جمال ابهی، تحت پوشش و هدایت بی‌عیب و نقص حضرت اعلی» توصیف می‌کنند:
هر چه آنها تصمیم بگیرند، از جانب خداست. هر که از او اطاعت نکند، و نه از آنها اطاعت کند، از خدا اطاعت نکرده است؛ هر که با او و آنها سرکشی کند، با خدا سرکشی کرده است؛ هر که با او مخالفت کند، با خدا مخالفت کرده است؛ هر که با آنها سرکشی کند، با خدا سرکشی کرده است؛ هر که با او ستیز کند، با خدا ستیزه کرده است؛ هر که او را انکار کند، خدا را انکار کرده است؛ هر که به او کافر شود، به خدا کافر شده است؛ هر که از او منحرف شود، جدا شود و از او روی برگرداند، در حقیقت از خدا منحرف شده، جدا شده و روی برگردانده است. خشم، غضب شدید، انتقام خداوند بر او باد!
شوقی افندی محدودیت‌های عصمت ولی امرالله را چنین توصیف می‌کند :
عصمت ولی امر محدود به مواردی است که صرفاً به امر و تفسیر تعالیم مربوط می‌شود؛ او در سایر موضوعات، مانند اقتصاد، علم و غیره، مرجعی معصوم نیست. وقتی او احساس می‌کند که چیزی خاص برای حفاظت از امر ضروری است، حتی اگر چیزی باشد که شخصاً بر یک شخص تأثیر می‌گذارد، باید از او اطاعت شود، اما وقتی توصیه‌ای می‌کند، مانند آنچه در نامه قبلی در مورد آینده‌تان به شما داده است، الزام‌آور نیست؛ شما آزاد هستید که از آن پیروی کنید یا نکنید، همانطور که می‌خواهید.